# 1959 في سويسرا
فيما يلي قوائم الأحداث التي وقعت خلال عام 1959 في سويسرا.

## رياضة
- 18 يونيو – طواف سويسرا 1959 الفائزون هنري أنغليد [الإنجليزية]‏، هانز جونكيرمان، فيديريكو باهامونتيس.

## مواليد

### يناير
- 1 يناير – كريستيان فري
- 1 يناير – كورنيليا ماير اقتصادية سويسرية.
- 22 يناير – أورس ماير حكم كرة قدم سويسري.

### فبراير
- 1 فبراير – مارك هاردي
- 8 فبراير – هاينز جنثارت لاعب كرة مضرب سويسري.

### مارس
- 3 مارس – كارلوس فرانز كاتب تشيلي.
- 31 مارس – ماركوس هديجر كاتب سويسري.

### أبريل
- 3 أبريل – توماس غريم محامي سويسري.

### مايو
- 24 مايو – مونيكا هوزر طبيبة إيطالية.

### يونيو
- 2 يونيو – هاني رمضان داعية سويسري.
- 14 يونيو – رولان ستادلر لاعب كرة مضرب سويسري.
- 21 يونيو – أورسولا كيلر فيزيائية سويسرية.
- 30 يونيو – والتر بيليجريني لاعب كرة قدم سويسري.

### يوليو
- 1 يوليو – توماس ستوكر عالم مناخ سويسري.
- 8 يوليو – جان فيليب إيكوفاي ممثل سويسري.
- 17 يوليو – ألفريد أكرمان درّاج طريق سويسري.
- 22 يوليو – كريستيان تومسن فيزيائي ألماني.
- 25 يوليو – هيلين بينيت مصورة سويسرية.

### أغسطس
- 4 أغسطس – أنتوني ستانيسلاس رادزيفيل مخرج أفلام من الولايات المتحدة الأمريكية.
- 18 أغسطس – فاليري فافر فنانة سويسرية.

### سبتمبر
- 10 سبتمبر – فريتز شميد مدرب كرة قدم سويسري.

### أكتوبر
- 22 أكتوبر – ستيفان كورت ممثل سويسري.

### نوفمبر
- 9 نوفمبر – غي بارميلين سياسي سويسري.
- 29 نوفمبر – أورس زيمرمان درّاج طريق سويسري.

### ديسمبر
- 17 ديسمبر – فلوريان فروليش رسام سويسري.
- 21 ديسمبر – أندرياس ماتي ممثل سويسري.

## وفيات

### يناير
- 22 يناير – جوليس فافر (مواليد 1882)

### فبراير
- 5 فبراير – بنديكت بيير جورج هوشروتينيه (مواليد 1873) عالم نبات سويسري.

### مارس
- 8 مارس – ادمون بايل (مواليد 1878) فنان سويسري.
- 27 مارس – أرنولد ماير (مواليد 1877)

### يوليو
- 15 يوليو – إرنست بلوخ (مواليد 1880) ملحن أمريكي.

### سبتمبر
- 27 سبتمبر – فيرنر ميلر (مواليد 1892) فنان سويسري.

### نوفمبر
- 16 نوفمبر – أوتو فريدريك هونزيكر (مواليد 1873)
- 29 نوفمبر – فريتز برون (مواليد 1878)